# Gorni (Tuapsé, Krasnodar)
Gorni (del ruso: Горный) es un posiólok del raión de Tuapsé del krai de Krasnodar, en el sur de Rusia. Está situado junto a la desembocadura del río Yelizavetka en el Pshish, afluente del Kubán, 25 km al nordeste de Tuapsé y 69 km al sur de Krasnodar, la capital del krai. Tenía 1 036 habitantes en 2010.
Pertenece al municipio Shaumiánskoye.

## Transporte
Cuenta con una estación (Goitj) en la línea ferroviaria Tuapsé-Armavir. Se halla asimismo en la carretera R254 Tuapsé-Maikop.